# 人民解放戦線 (スリランカ)
人民解放戦線（じんみんかいほうせんせん、シンハラ語: ජනතා විමුක්ති පෙරමුණ Janatha Vimukthi Peramuna, JVP、タミル語: மக்கள் விடுதலை முன்னணி、英: People's Liberation Front）は、スリランカの左翼政党。共産主義、マルクス・レーニン主義、そしてスリランカ多数派シンハラ人の民族主義を掲げる。
当初は毛沢東主義を掲げる極左組織で、1971年には政府に対して武装蜂起を起こし、それによって大弾圧を受けた。その後、シンハラ民族主義を前面に押し出すようになった（このため極右視する意見もある）。1987年-1989年には再び武装闘争・テロを行い弾圧を受けた。タミル・イーラム解放のトラが主に北部を拠点にしたのに対し、南部のジャングル地帯を拠点としていた。
その後合法化されたJVPは、選挙に立候補するようになり、2004年には統一人民自由同盟に加わってスリランカ自由党などとともに連立与党入りした（与党内第2党）。
2010年の大統領選挙、議会選挙では、前陸軍総司令官のサラット・フォンセカと共闘して民主国民連合として臨んだが、スリランカ自由党のマヒンダ・ラージャパクサ大統領の前に敗れた。2024年の大統領選挙は史上初の決選投票（再集計）までもつれ込んだ末に、党首のアヌラ・クマラ・ディサナヤカが当選した。しかしJVPはこのとき議会内に3議席しかなかったため、ディサナヤカは大統領就任の翌日には議会を解散。JVPは左派政党連合・国民の力 (NPP)として11月14日の議会総選挙に臨み、225議席中、3分の2を上回る159議席を獲得する圧勝を収めた。